# François Villiers

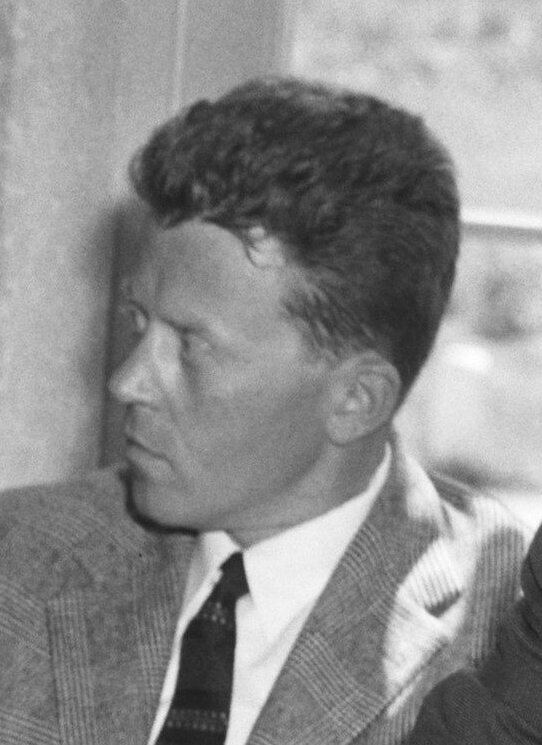
François Villiers (1959)

François Villiers (* 2. März 1920 in Paris; † 29. Januar 2009 in Boulogne-Billancourt, Hauts-de-Seine, Frankreich), Träger des Ordens Chevalier de la Légion d’honneur, war ein französischer Regisseur und Drehbuchautor.

## Leben und Werk
François Villiers wurde 1920 unter dem bürgerlichen Namen François Salomons als Sohn von Alexandre Salomons, dem Eigentümer des Leinengeschäfts La Maison Du Blanc, und Suzanne Cahen geboren. Der Vater Villiers, dessen Familie aus Holland stammte, war Jude; seine Mutter war jüdische Französin. Sein älterer Bruder war der bekannte Schauspieler Jean-Pierre Aumont (1911–2001). Der Onkel seiner Mutter war der berühmte Schauspieler Georges Berr (1867–1942).
François Villiers, ein diskreter Mann, talentiert und sensibel, schuf ein Dutzend bemerkenswerter Filme. Sein Debüt hatte er mit dem Drama Die Hafenbar von Marseille (Hans le marin, 1949) den er zusammen mit Lilli Palmer, Jean-Pierre Aumont und dessen Frau, der dominikanischen Schauspielerin María Montez (1912–1951) im Jahr 1948 drehte. Zu seinen Werken zählen unter anderem Manika, une vie plus tard (1989) wofür er den Publikumspreis in Cannes bekam. In Hollywood erhielt er für das Naturdrama Wenn die Flut kommt (L’eau vive, 1958) – von Jean Giono mit Pascale Audret in der Rolle der Hortense, die dafür als beste Darstellerin mit dem Étoile de Cristal ausgezeichnet wurde – im Jahr 1959 den Golden Globe für den besten fremdsprachigen Film. Die Filme Grüne Ernte (La Verte Moisson, 1959) mit Jacques Perrin und Claude Brasseur, Pierrot la tendresse (1960) mit Michel Simon und Der korsische Sohn (Jusqu’au bout du monde) – wofür er den Großen Preis des französischen Kinos im Jahr 1962 bekam – sowie Die drei Wahrheiten (Le Puits aux trois vérités, 1961) und Der Mord, der zweimal geschah (Constance aux enfers, 1963) mit Michèle Morgan waren weitere bekannte Filme von ihm.
In der Mitte der 1960er Jahre wandte sich Villiers dem Fernsehen zu und schuf eine Reihe so renommierter Fernsehserien wie Les Chevaliers du ciel (1967–1970) und Jean-Christophe (1978) nach einer Vorlage des Nobelpreisträgers für Literatur Romain Rolland. Weiterhin drehte er die deutsch-französische Koproduktion Sonnenpferde (Les Chevaux du soleil, 1980) des französischen Schriftstellers Jules Roy, in denen unter anderen Götz George und Gila von Weitershausen mitwirkten, sowie Quelques hommes de bonne volonté (1983) des französischen Romanciers Jules Romains, einer Adaption des Autors Marcel Jullian.
Als Regisseur populärer Film- und Fernsehproduktionen war er bekannt für die Darstellung komplexer Sachverhalte. Villiers schrieb auch die Drehbücher zu vielen seiner Filme, wie zum Beispiel zu Die Hafenbar von Marseille, Die drei Wahrheiten oder Manika, une vie plus tard, seinem letzten Film.
François Villiers starb am 29. Januar 2009, dem 8. Todestag seines Bruders Jean-Pierre Aumont, im Alter von 88 Jahren in Boulogne-Billancourt im Département Hauts-de-Seine.

## Ehrungen und Preise
- 1959: Golden Globe Award: Bester fremdsprachiger Film für Wenn die Flut kommt (L’eau vive).
- 1962: Grand prix du cinéma français, für Jusqu’au bout du monde.
- 1989: Prix du public à Cannes, für Manika, une vie plus tard.
- Verdienstorden der Ehrenlegion Chevalier de la Légion d’honneur.[3]

## Filmografie

### Regisseur
- 1948: Die Hafenbar von Marseille, Verweistitel: Die Dirne und ihr Narr (Hans le marin)
- 1958: Le foulard de Smyrne
- 1958: Wenn die Flut kommt (L’eau vive)
- 1959: La duchesse
- 1959: Grüne Ernte (La verte moisson)
- 1960: Pierrot la tendresse
- 1961: Die drei Wahrheiten (Le puits aux trois vérités)
- 1962: Fumée, histoire et fantaisie
- 1963: Der korsische Sohn (Jusqu’au bout du monde)
- 1963: Der Mord, der zweimal geschah (Constance aux enfers)
- 1964: L’autre femme
- 1966: L’affaire du camion
- 1966: Un beau dimanche (Fernsehfilm)
- 1967–1970: Les chevaliers du ciel (Fernsehserie, 20 Folgen)
- 1971: Le miroir 2000 (Fernsehserie)
- 1972: Maigret (Les Enquêtes du commissaire Maigret) (Fernsehserie, 1 Folge)
- 1973: Graf Luckner (Les aventures du capitaine Lückner) (Fernsehserie, unbekannte Anzahl Folgen)
- 1974: Le soleil se lève à l’est (Miniserie)
- 1975: L’idiote (Fernsehfilm)
- 1977: C’est arrivé à Paris (Fernsehfilm)
- 1978: Jean-Christophe (Fernsehserie)
- 1980: Sonnenpferde (Les chevaux du soleil) (Fernsehserie, 12 Folgen)
- 1983: Quelques hommes de bonne volonté (Miniserie)
- 1989: Manika, une vie plus tard

### Drehbuch
- 1948: Die Hafenbar von Marseille (Hans le marin)
- 1959: La duchesse
- 1961: Le puits aux trois vérités
- 1963: Jusqu’au bout du monde – Adaption
- 1964: L’autre femme
- 1966: Un beau dimanche – Adaption (Fernsehfilm)
- 1967–1970: Les chevaliers du ciel (Fernsehserie, 23 Folgen)
- 1978: Jean-Christophe (Fernsehserie) – Adaption
- 1983: Quelques hommes de bonne volonté – Adaption (Miniserie)
- 1989: Manika, une vie plus tard

### Darsteller
- 1993: L’éternel mari – als Serge Pogoretz (Fernsehfilm)

### Restlicher Stab
- 1976: Le siècle des lumières – Inspizient (Fernsehfilm)

### Regieassistent
- 1945: Ils étaient cinq permissionnaires

### Weitere Auftritte
- 1999: Jean-Pierre Aumont, charme et fou-rires – als er selbst (Fernsehfilm)
- 2003: Histoires de fiction – als er selbst (Fernsehserie)
- 2008: Mémoires du cinéma francais, de la libération à nos jours  – als er selbst